# Glenea plagiata
Glenea plagiata là một loài bọ cánh cứng trong họ Cerambycidae.